# Quarta Cromàtica
En música, una quarta cromàtica, o passus duriusculus, és una melodia o fragment melòdic que mostri una quarta justa amb tots o gairebé tots els intervals cromàtics. L'exemple paradigmàtic és el Re menor amb les notes tòniques i dominants com a límit.
La quarta cromàtica es va començar a utilitzar en madrigals del segle xvi. El terme llatí —"pas" o "passatge" (passus) "dur" o "difícil" (duriusculus) — s'origina en el tractat de Christoph Bernhard del segle xvii Tractatus compositionis augmentatus (1648–49), on apareix per referir-se al moviment melòdic repetit pel semitò que crea semitons consecutius. El terme també es pot relacionar al pianto que s'associa al fet de plorar. En el Barroc, Johann Sebastian Bach el va utilitzar dins els seus corals així com en la seva música instrumental, en el Clavecí ben temperat, per exemple (indicat en vermell):
En òperes del Barroc i del Classicisme, la quarta cromàtica se solia utilitzar en el baix continu per a àries de lamentació, sovint doncs s'anomena "basso di lamento". Cap al final del primer moviment de la novena Simfonia de Beethoven, apareix en el cellos i contrabaixos.

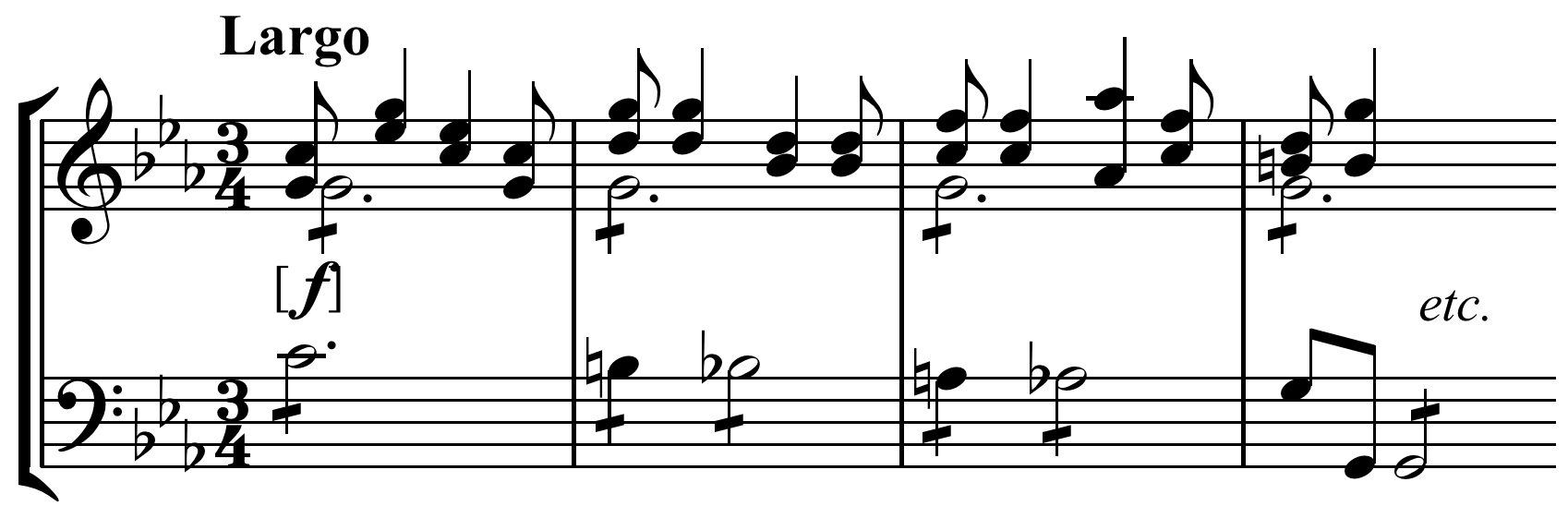
Lament Baix de Vivaldi motet "O qui coeli terraeque serenitas" RV 631, Aria Cap. 2.

Però això no significa que fos sempre utilitzada en un mode trist o tràgic, o que els límits hagin de ser sempre les notes tòniques i dominants. Un contraexemple el trobem en el Minuet del quartet de Corda de Wolfgang Amadeus Mozart en Sol Major, K. 387

## Obres musicals que utilitzen la quarta cromàtica opassus duriusculus
- Henry Purcell, "Dido Lament"[1]

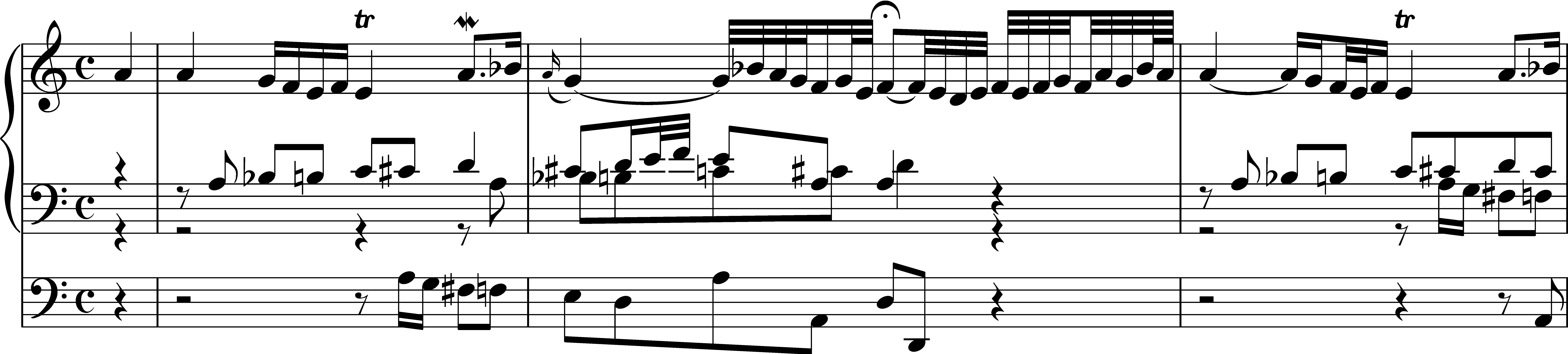
En l'òrgan chorale BWV de preludi 614, hi ha cromàtic fourths en les tres veus acompanyants

- J. S. Bach, Massa en B menor, Crucifixus, també BWV 12, "Weinen, Klagen, Sorgen, Zagen"
- J. S. Bach, BWV 78: "Jesu, der du meine Seele"
- J. S. Bach, BWV 150: "Nach Dir, Herr, verlanget mich" (en la primera coral, i un inrevés, nota sencera cap amunt melodia en el final Chaconne)
- J. S. Bach, Orgelbüchlein, BWV 614: "Das Alte Jahr vergangen ist" (en les tres veus acompanyants)  play (?·pàg.)
- J. S. Bach, Invenció Cap. 9 en F menor, BWV 795 (tema de segon)
- J. S. Bach, Preludi i Fugue en C-menor agut, BWV 849, segona veu dins bar 69, soprano dins bar 71
- W. Un. Mozart, K. 594: "Stück für ein Orgelwerk en einer Uhr"
- Frédéric Chopin, No. 15 de 24 Preludis, Op. 28
- Hector Berlioz, Rèquiem, Op. 5
- César Franck, Preludi, Chorale i Fugue